# إدي فيلدز
إدي فيلدز هو سياسي أمريكي، ولد في 21 يناير 1967. نشط حزبياً في الحزب الجمهوري. وقد انتخب عضو مجلس ولاية أوكلاهوما ‏.